# Стефан Кехрер
Стефан Кехрер (нім. Stefan Kehrer; нар. 18 січня 1985, Мангайм) — німецький борець вільного стилю, бронзовий призер чемпіонату Європи, учасник Олімпійських ігор.

## Біографія
Боротьбою почав займатися з 1993 року. Виступав за борцівський клуб «KSV» з Аалена. Чемпіон світу 2006 року серед військовослужбовців.

## Спортивні результати на міжнародних змаганнях

### Виступи на Олімпіадах
| Змагання                    | Збірна    | Вагова категорія          | Місце |
| --------------------------- | --------- | ------------------------- | ----- |
| Літні Олімпійські ігри 2008 | Німеччина | вільна боротьба, до 96 кг | 12    |

### Виступи на Чемпіонатах світу
| Змагання                        | Збірна    | Вагова категорія          | Місце |
| ------------------------------- | --------- | ------------------------- | ----- |
| Чемпіонат світу з боротьби 2006 | Німеччина | вільна боротьба, до 96 кг | 9     |
| Чемпіонат світу з боротьби 2007 | Німеччина | вільна боротьба, до 96 кг | 8     |
| Чемпіонат світу з боротьби 2015 | Німеччина | вільна боротьба, до 97 кг | 7     |

### Виступи на Чемпіонатах Європи
| Змагання                         | Збірна    | Вагова категорія          | Місце  |
| -------------------------------- | --------- | ------------------------- | ------ |
| Чемпіонат Європи з боротьби 2006 | Німеччина | вільна боротьба, до 96 кг | Бронза |
| Чемпіонат Європи з боротьби 2007 | Німеччина | вільна боротьба, до 96 кг | 12     |
| Чемпіонат Європи з боротьби 2008 | Німеччина | вільна боротьба, до 96 кг | 15     |
| Чемпіонат Європи з боротьби 2009 | Німеччина | вільна боротьба, до 96 кг | 15     |

### Виступи на інших змаганнях
| Змагання                                                  | Збірна    | Вагова категорія          | Місце  |
| --------------------------------------------------------- | --------- | ------------------------- | ------ |
| Гран-прі Німеччини з боротьби 2004                        | Німеччина | вільна боротьба, до 84 кг | 9      |
| Гран-прі Німеччини з боротьби 2006                        | Німеччина | вільна боротьба, до 96 кг | 5      |
| Чемпіонат світу з боротьби серед військовослужбовців 2006 | Німеччина | вільна боротьба, до 96 кг | Бронза |
| Гран-прі Німеччини з боротьби 2007                        | Німеччина | вільна боротьба, до 96 кг | 5      |
| Міжнародний меморіал Дейва Шульца 2008                    | Німеччина | вільна боротьба, до 96 кг | Срібло |
| Гран-прі Німеччини з боротьби 2008                        | Німеччина | вільна боротьба, до 96 кг | Срібло |
| Міжнародний меморіал Дейва Шульца 2009                    | Німеччина | вільна боротьба, до 96 кг | Золото |
| Гран-прі Німеччини з боротьби 2014                        | Німеччина | вільна боротьба, до 97 кг | Бронза |
| Турнір Дана Колова — Николи Петрова 2015                  | Німеччина | вільна боротьба, до 97 кг | 7      |
| Турнір міста Сассарі 2015                                 | Німеччина | вільна боротьба, до 97 кг | Бронза |
| Меморіал Іона Корнеану 2015                               | Німеччина | вільна боротьба, до 97 кг | Золото |
| Меморіал Вацлава Циолковського 2015                       | Німеччина | вільна боротьба, до 97 кг | 8      |
| Турнір Олександра Медведя 2016                            | Німеччина | вільна боротьба, до 97 кг | 10     |

### Виступи на змаганнях молодших вікових груп
| Змагання                                       | Збірна    | Вагова категорія          | Місце |
| ---------------------------------------------- | --------- | ------------------------- | ----- |
| Чемпіонат Європи з боротьби серед юніорів 2004 | Німеччина | вільна боротьба, до 84 кг | 16    |
| Чемпіонат світу з боротьби серед юніорів 2005  | Німеччина | вільна боротьба, до 96 кг | 5     |
| Чемпіонат Європи з боротьби серед юніорів 2005 | Німеччина | вільна боротьба, до 96 кг | 7     |
| Чемпіонат Європи з боротьби серед кадетів 2002 | Німеччина | вільна боротьба, до 76 кг | 9     |